# Ordinary Love - Un amore come tanti
Ordinary Love - Un amore come tanti (Ordinary Love) è un film del 2019 diretto da Lisa Barros D'Sa e Glenn Leyburn.

## Trama
Joan e Tom sono una coppia che vive nell’Irlanda del Nord per la quale i litigi leggeri e le scaramucce sono diventati un segno di affetto, quasi un modo per dirsi “ti amo” in silenzio. Insieme hanno già superato la morte della loro unica figlia, quando la vita presenta loro un’altra difficile sfida da affrontare. 
Un giorno, infatti, Joan scopre di avere un nodulo al seno: le analisi svelano che ha un cancro che andrà subito rimosso.
Quindi c’è la chirurgia, la radioterapia, la chemioterapia; un’odissea sanitaria faticosa sia fisicamente che psicologicamente, durante la quale incontrano e fanno amicizia col vecchio maestro delle elementari di loro figlia, Peter, anche lui malato di cancro, ma in fase terminale. 
Mentre la donna lotta contro il tumore, lei e suoi marito fanno i conti con la spiritualità e il presagio della morte incombente. La loro relazione è messa a dura prova dalla malattia: in bilico dietro ogni timore e discussione c’è il fantasma della loro figlia, la cui morte non viene mai spiegata. Ma proprio nel momento più buio, Tom e Joan riescono a superare anche questa prova ritrovando se stessi e, soprattutto, il loro amore.
Dopo una mastectomia e altri cicli di chemioterapia, Joan è finalmente in remissione e insieme al marito, con cui è più unita che mai, va al funerale di Peter, dove Steve commemora il marito con un discorso toccante.

## Distribuzione
La pellicola è stata presentata al Toronto International Film Festival il 9 settembre 2019 e distribuita nelle sale cinematografiche britanniche dal 6 dicembre 2019 ed in quelle statunitensi dal 14 febbraio 2020.

## Riconoscimenti
- 2019 - Dublin Film Critics Circle Awards
  - Quarto miglior film irlandese
- 2020 - London Critics Circle Film Awards
  - Candidatura per la miglior attrice britannica a Lesley Manville
  - Candidatura per il miglior filmmaker esordiente a Owen McCafferty